# Єрг Мюнцнер
Єрг Мюнцнер  (нім. Jörg Münzner, 14 липня 1960) — австрійський вершник, олімпійський медаліст.

## Виступи на Олімпіадах
| Олімпіада      | Дисципліна       | Місце             |
| -------------- | ---------------- | ----------------- |
| Барселона 1992 | конкур, особисті | 56 (кваліфікація) |
| Барселона 1992 | конкур, командні | 2                 |